# Unione Sportiva Catanzaro 1970-1971
Questa voce raccoglie le informazioni riguardanti l'Unione Sportiva Catanzaro nelle competizioni ufficiali della stagione 1970-1971.

## Stagione
Nella stagione 1970-1971 il Catanzaro disputa il campionato di Serie B, ottiene 47 punti e la seconda posizione appaiato ad Atalanta e Bari, il Mantova con 48 punti vince il torneo ed è promosso in Serie A, per stabilire le altre due promosse si rendono necessari gli spareggi disputati a fine giugno. I giallorossi perdono con l'Atalanta ma vincono contro il Bari, ottenendo la promozione a braccio con i bergamaschi. Scendono in Serie C il Pisa con 32 punti, la Casertana con 27 punti e la Massese con 22 punti.
Dopo la tribolata salvezza ottenuta nella stagione precedente, il presidente Nicola Ceravolo decise di affidare la guida tecnica del Catanzaro all'esordiente Gianni Seghedoni, limitandosi tuttavia a qualche lieve ritocco della rosa che in seguito si rivelerà decisivo. La squadra, partita con ambizioni limitate, si inserirà subito nel novero delle candidate alla promozione vincendo le prime tre gare e tenendo testa alle altre tre concorrenti (Atalanta, Bari e Mantova) fino alla fine del girone di ritorno, quando tre sconfitte consecutive la fece scivolare a -6 dalla zona promozione.

La rete di Angelo Mammì che valse l'approdo giallorosso in massima serie

Nel corso del girone di ritorno il Catanzaro migliorerà ulteriormente il proprio rendimento, unica a ottenere 27 punti nel ritorno, arrivando a due giornate dal termine con due punti di svantaggio sulle altre concorrenti, poi una vittoria sofferta contro il Livorno permetterà l'aggancio di Atalanta e Bari, mentre all'ultima giornata una vittoria nello scontro diretto con il Brescia che era secondo, estromette le rondinelle dalla zona promozione a vantaggio dei calabresi, costretti però a dover giocare un mini-torneo di spareggio con Atalanta e Bari classificatesi a pari merito.
Sconfitto nel primo match di spareggio a Bologna contro i bergamaschi, il Catanzaro fu obbligato a vincere nella partita giocata al San Paolo di Napoli contro il Bari, per ottenere con la vittoria la promozione, grazie alla rete realizzato all'81' di un incontro spigoloso, Angelo Mammì realizzò la rete che valse, per la prima volta nella storia della Serie A, l'approdo di una squadra calabrese nel massimo livello calcistico italiano.

## Divise
| Casa | Alternativa |

## Organigramma societario
Area direttiva
- Presidente:  Nicola Ceravolo

Area tecnica
- Allenatore:  Gianni Seghedoni

Area organizzativa
- Medico sociale:  Giuseppe Martino
- Massaggiatore:  Masino Amato

## Rosa
| N. |                   | Ruolo | Calciatore            |
| -- | ----------------- | ----- | --------------------- |
|    | Italia (bandiera) | P     | Flavio Pozzani        |
|    | Italia (bandiera) | P     | Elio Romeo            |
|    | Italia (bandiera) | D     | Albino Barbuto        |
|    | Italia (bandiera) | D     | Michele Benedetto     |
|    | Italia (bandiera) | D     | Gianfranco Bertoletti |
|    | Italia (bandiera) | D     | Franco Marini         |
|    | Italia (bandiera) | D     | Arturo Massari        |
|    | Italia (bandiera) | D     | Fausto Silipo         |
|    | Italia (bandiera) | C     | Roberto Franzon       |

| N. |                   | Ruolo | Calciatore         |
| -- | ----------------- | ----- | ------------------ |
|    | Italia (bandiera) | C     | Adriano Banelli    |
|    | Italia (bandiera) | C     | Emilio Barone      |
|    | Italia (bandiera) | C     | Arturo Bertuccioli |
|    | Italia (bandiera) | C     | Pierluigi Busatta  |
|    | Italia (bandiera) | A     | Paolo Braca        |
|    | Italia (bandiera) | A     | Maurizio Gori      |
|    | Italia (bandiera) | A     | Alfredo Ciannameo  |
|    | Italia (bandiera) | A     | Angelo Mammì       |
|    | Italia (bandiera) | A     | Mario Musiello     |

## Risultati

### Serie B

#### Girone di andata
| Arbitro: | Canova (Milano) |

|                                  |           |  |
| Gori 40’ Mammì 47’ Ciannameo 71’ | Marcatori |  |

| Arbitro: | Campanini (Finale Emilia) |

|  |           |                 |
|  | Marcatori | 76’ Bertuccioli |

| Arbitro: | Motta (Monza) |

|             |           |  |
| Banelli 34’ | Marcatori |  |

| Arbitro: | Cantelli (Firenze) |

|                                   |           |                             |
| Magistrelli 1’, 82’ Pittofrati 4’ | Marcatori | 6’ Braca 86’ (aut.) Paleari |

| Arbitro: | Mascali (Desenzano del Garda) |

|                 |           |             |
| Gori 23’ (rig.) | Marcatori | 71’ Beretti |

| Arbitro: | Gussoni (Tradate) |

|            |           |  |
| Sironi 17’ | Marcatori |  |

| Arbitro: | Moretto (San Donà di Piave) |

|                                             |           |  |
| Landri 8’ (aut.) Braca 17’ (rig.) Mammì 60’ | Marcatori |  |

| Arbitro: | Picasso (Chiavari) |

|                            |           |  |
| Doldi 7’, 57’ Vallongo 89’ | Marcatori |  |

| Arbitro: | Canova (Milano) |

|               |           |  |
| Ciannameo 73’ | Marcatori |  |

| Cesena 22 novembre 1970 10ª giornata | Cesena           | 0 – 0 | Catanzaro | Stadio La Fiorita\| Arbitro: \| Casarin (Milano) \| |
| Arbitro:                             | Casarin (Milano) |       |           |                                                     |

| Arbitro: | Ciacci (Firenze) |

|          |           |          |
| Zeli 21’ | Marcatori | 75’ Gori |

| Arbitro: | Menegali (Roma) |

|             |           |  |
| Musiello 1’ | Marcatori |  |

| Catanzaro 13 dicembre 1970 13ª giornata | Catanzaro        | 0 – 0 | Modena | Stadio Militare\| Arbitro: \| Branzoni (Pavia) \| |
| Arbitro:                                | Branzoni (Pavia) |       |        |                                                   |

| Arbitro: | Mascali (Desenzano del Garda) |

|                     |           |  |
| Tonoli 50’ Fara 55’ | Marcatori |  |

| Arbitro: | Casarin (Milano) |

|  |           |                 |
|  | Marcatori | 30’ Dell'Angelo |

| Arbitro: | Giunti (Arezzo) |

|                       |           |  |
| Pepe 61’ Bertogna 90’ | Marcatori |  |

| Caserta 10 gennaio 1971 17ª giornata | Casertana       | 0 – 0 | Catanzaro | Stadio Alberto Pinto\| Arbitro: \| Menegali (Roma) \| |
| Arbitro:                             | Menegali (Roma) |       |           |                                                       |

| Arbitro: | Motta (Monza) |

|                       |           |           |
| Mammì 11’ Banelli 67’ | Marcatori | 16’ Unere |

| Brescia 24 gennaio 1971 19ª giornata | Brescia            | 0 – 0 | Catanzaro | Stadio Mario Rigamonti\| Arbitro: \| Stagnoli (Bologna) \| |
| Arbitro:                             | Stagnoli (Bologna) |       |           |                                                            |

#### Girone di ritorno
| Arbitro: | Reggiani (Bologna) |

|  |           |             |
|  | Marcatori | 54’ Busatta |

| Arbitro: | Lazzaroni (Milano) |

|                              |           |             |
| Gori 15’ (rig.) Musiello 47’ | Marcatori | 33’ Galuppi |

| Pisa 21 febbraio 1971 22ª giornata | Pisa            | 0 – 0 | Catanzaro | Stadio Arena Garibaldi\| Arbitro: \| Porcelli (Lodi) \| |
| Arbitro:                           | Porcelli (Lodi) |       |           |                                                         |

| Arbitro: | Ciacci (Firenze) |

|                         |           |                 |
| Gori 10’, 74’ Mammì 76’ | Marcatori | 63’ Magistrelli |

| Arbitro: | Acernese (Roma) |

|             |           |             |
| Colautti 5’ | Marcatori | 87’ Banelli |

| Arbitro: | Giunti (Arezzo) |

|                 |           |               |
| Gori 35’ (rig.) | Marcatori | 11’ Bongiorni |

| Arbitro: | Motta (Monza) |

|                   |           |           |
| S. Bercellino 17’ | Marcatori | 65’ Mammì |

| Arbitro: | Acernese (Roma) |

|           |           |  |
| Mammì 54’ | Marcatori |  |

| Arbitro: | Branzoni (Pavia) |

|                      |           |  |
| Urban 64’ Traini 65’ | Marcatori |  |

| Arbitro: | Giunti (Arezzo) |

|             |           |  |
| Banelli 71’ | Marcatori |  |

| Arbitro: | Menegali (Roma) |

|                      |           |             |
| Mammì 21’ Silipo 90’ | Marcatori | 70’ Fontana |

| Arbitro: | Acernese (Roma) |

|             |           |              |
| Fichera 85’ | Marcatori | 55’ Musiello |

| Arbitro: | Pieroni (Roma) |

|            |           |  |
| Spelta 39’ | Marcatori |  |

| Arbitro: | Lo Bello (Siracusa) |

|           |           |  |
| Mammì 32’ | Marcatori |  |

| Arbitro: | Lattanzi (Roma) |

|            |           |             |
| Bacher 37’ | Marcatori | 2’ Musiello |

| Arbitro: | Michelotti (Parma) |

|               |           |               |
| Ciannameo 16’ | Marcatori | 86’ Mondonico |

| Arbitro: | Vacchini (Milano) |

|             |           |  |
| Busatta 15’ | Marcatori |  |

| Arbitro: | Carminati (Milano) |

|  |           |           |
|  | Marcatori | 88’ Braca |

| Arbitro: | Francescon (Padova) |

|                       |           |  |
| Busatta 55’ Mammì 71’ | Marcatori |  |

#### Spareggi promozione
| Arbitro: | Monti (Ancona) |

|  |           |                    |
|  | Marcatori | 40’ Doldi 69’ Moro |

| Arbitro: | Pieroni (Roma) |

|              |           |  |
| Maggioni 88’ | Marcatori |  |

| Arbitro: | Barbaresco (Cormons) |

|           |           |  |
| Mammì 81’ | Marcatori |  |

### Coppa Italia

#### Primo turno
| Arbitro: | Gialluisi (Barletta) |

|             |           |                                   |
| Busatta 33’ | Marcatori | 28’ Cordova 76’ (aut.) Bertoletti |

| Arbitro: | Menegali (Roma) |

|                    |           |  |
| Mammì 59’ Gori 75’ | Marcatori |  |

| Arbitro: | Casarin (Milano) |

|                                |           |  |
| Chinaglia 31’, 66’ Morrone 69’ | Marcatori |  |

## Statistiche

### Statistiche di squadra
| Competizione | Punti | Totale | Totale | Totale | Totale | Totale | Totale | DR  |
| Competizione | Punti | G      | V      | N      | P      | Gf     | Gs     | DR  |
| ------------ | ----- | ------ | ------ | ------ | ------ | ------ | ------ | --- |
| Serie B      | 47    | 38     | 17     | 13     | 8      | 37     | 27     | +10 |
| Coppa Italia | -     | 3      | 1      | 0      | 2      | 3      | 5      | -2  |
| Totale       |       | 41     | 18     | 13     | 10     | 40     | 33     | +7  |

### Statistiche dei giocatori
| Giocatore   | Serie B  | Serie B |
| Giocatore   | Presenze | Reti    |
| ----------- | -------- | ------- |
| Banelli     | 33+2     | 4       |
| Barbuto     | 11+1     | -       |
| Barone      | 3        | -       |
| Benedetto   | 36+2     | -       |
| Bertoletti  | 17+1     | -       |
| Bertuccioli | 13       | 1       |
| Braca       | 37+2     | 3       |
| Busatta     | 34+2     | 4       |
| Ciannameo   | 26+2     | 3       |
| Franzon     | 35+2     | -       |
| Gori        | 34+2     | 7       |
| Mammì       | 31+2     | 9+1     |
| Marini      | 31+1     | -       |
| Massari     | 11+1     | -       |
| Musiello    | 31+1     | 4       |
| Pozzani     | 38+2     | -       |
| Silipo      | 31+1     | 1       |